# 山本優菜
山本 優菜（やまもと ゆな、2001年〈平成13年〉10月21日 - ）は、日本のアイドル。静岡県出身。「シンデレラの犬Project」所属。
ぷちぱすぽ☆、なんきんペッパー、シンデレラ宣言!の元メンバー。シンデレラ宣言!ではYUNA名義で活動。2020年8月まではプラチナムプロダクション所属。

## 略歴
2015年5月31日、赤坂BLITZにて開催された「PASSPO☆ ワンマンフライトツアー2015〜More Attention〜」にて、プラチナム・パスポート所属のPASSPO☆の姉妹ユニット・ぷちぱすぽ☆のメンバーとしてデビュー。9月2日には1stシングル『サムライガール』をリリースした。
2016年3月14日、ナルミヤ・インターナショナルが実施した2015年度ナルミヤシンデレラオーディションでLovetoxic賞を受賞。
2018年3月21日、原宿ベルエポック第二校舎にて開催された「ぷちぱすぽ☆5thワンマンライブ〜春の学芸会 in原宿ベルエポック〜」をもってグループを解散。同ライブにて、同じくぷちぱすぽ☆で活動した八木ひなた、前年12月28日に解散したPALETのメンバー・反田葉月と羽原由佳とともに、＜アイドル×YouTuber＝iTuber＞をテーマに活動するなんきんペッパーの結成を発表。4月1日より、なんきんペッパーの公式YouTubeアカウントにて動画投稿をスタート。10月31日、メンバー同士で出資をし合い、株式会社iTuubeを設立。
グループとしては毎週火曜日・水曜日・金曜日・日曜日の動画投稿のほか、2019年4月10日には1stシングル『超燦然』をリリースするなど精力的な活動をするも、12月29日にduo MUSIC EXCHANGEにて開催された「なんきんペッパー Last Live」をもってグループを解散。
2020年1月30日より、なんきんペッパーの公式YouTubeチャンネルを自身の単独チャンネルとして引き継いで活動していくことを発表。また、前年12月16日よりスタートした26時のマスカレイドの新メンバーオーディションに参加。2月6日にマイナビBLITZ赤坂にて開催された「2月6日のマスカレイド～今宵はバンドで踊りましょ？～vol.2」にて、約2000名の応募者から勝ち残った10名のファイナリストの1人としてお披露目。半年にわたるオーディションを経て、6月21日に行われた無観客配信ライブではファイナリストとしてパフォーマンスを披露するも、結果として新メンバーには中村果蓮が選ばれた。なお当日のイベント終了直後、残る9名のファイナリストに対し新プロジェクトの立ち上げが伝えられ、30分以内で参加可否の決断を迫られたが、これを辞退している。自身を除く8名のメンバーは7月16日にPeel the Appleとしてデビューした。8月7日、自身の単独YouTubeチャンネルの投稿を終了。8月17日には約6年間所属していたプラチナムプロダクションを退社。11月4日、アイドル発掘プロジェクト「シンデレラの犬 Project」から結成されたアイドルユニット・シンデレラ宣言!のメンバーとしてデビューすることを発表。グループではYUNA名義にて活動。
2021年7月10日、横浜ランドマークホールにて開催された「『シンデレラ革命』Vol.8」にて、11月にポニーキャニオンよりメジャーデビューが決定したことを発表。11月17日、メジャー1stシングル「シンデレラ宣言！/朝顔シャングリラ/はにかみサンセット」をリリース。約6年間のアイドル活動の中で、初のメジャーデビューを果たすこととなった。
2023年12月4日、グループの卒業を発表。12月25日に大手町三井ホールで開催された『シンデレラ宣言！YUNA卒業公演〜アイドル人生LAST LIVE〜』にて卒業し、アイドル活動を終了した。

## 人物
5歳年下の妹がいる。
趣味は少女漫画を読むこと。好きな食べ物は梅、キュウリ、納豆、ハンバーグ、フルーツ。嫌いな食べ物はナス、辛いもの、苦いもの。好きな歌手はback number、井上苑子、西野カナ。
トレンディエンジェルのたかしがファンを公言しており、TBSテレビ系列『水曜日のダウンタウン』などの番組で共演もしている。

## 出演

### テレビバラエティ番組
- 水曜日のダウンタウン（2017年12月13日、TBSテレビ）

### 舞台
- 初恋ちゃちゃちゃランドvol.3 〜WOTAKU ボンバイエ〜（2018年2月8日 - 9日、CBGKシブゲキ!!）

## 書籍

### 写真集
- WEDDING SELECTION（2022年4月25日、トランスワールドジャパン）

### 雑誌
- LOVE berry vol.7（2017年4月28日、徳間書店）
- LARME 2019年5月号（2019年3月15日、徳間書店）
- Seventeen 2019年5月号（2019年4月1日、集英社）
- Seventeen  2019年10月号（2019年8月30日、集英社）